# لارس بروغر
لارس بروغر (بالدنماركية: Lars Bang Brøgger)‏ هو لاعب كرة قدم دنماركي في مركز الوسط، ولد في 22 مارس 1970 في كوبنهاغن في الدنمارك. لعب مع بولدكلوبن فرم وفورتونا دوسلدورف ونادي أودنسه ونادي دوردريخت ونادي سيلكيبورج ونادي فريماد أماغر.

## وصلات خارجية
- لارس بروغر على موقع قاعدة بيانات كرة القدم.إي يو (الإنجليزية)
- لارس بروغر على موقع بيانات كرة القدم. دي إي (الألمانية)
- لارس بروغر على موقع عالم كرة القدم.نت (الإنجليزية)